# Octopus (Human-League-Album)
Octopus ist das siebte Studioalbum der britischen Synthiepop-Band The Human League. Das Album erschien bei East/West Records.

## Rezeption
William Ruhlmann meint in seiner Kritik für die Musikdatenbank Allmusic, The Human League habe in den vier Jahren seit der Veröffentlichung des letzten Albums keine neuen Tricks gelernt.

## Titelliste
| #  | Titel                     | Autor(en)                | Länge |
| -- | ------------------------- | ------------------------ | ----- |
| 1. | Tell Me When              | Paul Beckett, Phil Oakey | 4:51  |
| 2. | These are the Days        | Oakey, Ian Stanley       | 2:04  |
| 3. | One Man in My Heart       | Oakey, Neil Sutton       | 4:08  |
| 4. | Words                     | Russell Dennett, Oakey   | 3:55  |
| 5. | Filling Up with Heaven    | Oakey, Stanley           | 3:54  |
| 6. | Houseful of Nothing       | Beckett, Oakey, Stanley  | 4:19  |
| 7. | John Cleese: Is He Funny? | Oakey                    | 4:30  |
| 8. | Never Again               | Jo Callis, Oakey         | 4:41  |
| 9. | Cruel Young Lover         | Beckett, Dennett, Oakey  | 6:56  |